# Weerstand (component)

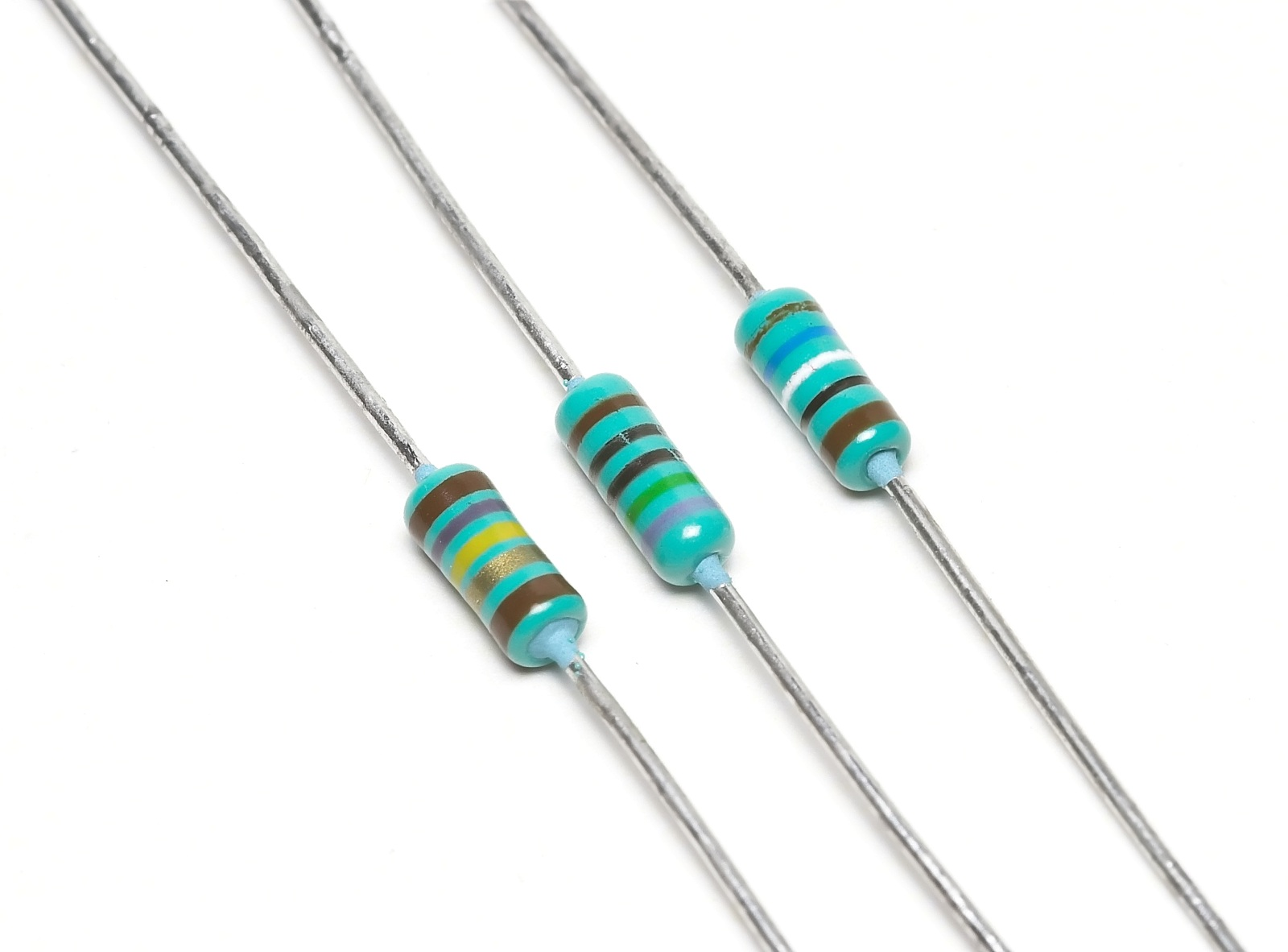
Drie weerstanden met de waarde aangegeven met de kleurcode.

Een weerstand is een elektrische component die de eigenschap elektrische weerstand heeft. Het is een voorwerp dat dient om de doorgang van elektrische stroom te bemoeilijken, er weerstand aan te bieden, met als gevolg een spanningsval over de weerstand.
Weerstanden worden gebruikt als onderdeel in elektrische netwerken. Voor een weerstand is er volgens de wet van Ohm een vaste verhouding tussen de aangelegde spanning en de stroom die erdoorheen gaat. Deze verhouding is de weerstandswaarde, of kortweg weerstand. De weerstand wordt uitgedrukt in de afgeleide SI-eenheid ohm, symbool: Ω. Een weerstand heeft een waarde van 1 ohm als een spanning van 1 volt over de component leidt tot een stroom van 1 ampère. 

## Constructie
Een weerstand ontleent zijn eigenschap aan een weerstandsmateriaal, waarvoor koolstof en metaallegeringen gebruikt worden. De meest voorkomende weerstanden zijn tegenwoordig koolstofweerstanden. Een massaweerstand bestaat volledig uit koolstof. Andere typen zijn uitgevoerd met een koolstoflaagje, al dan niet gespiraliseerd. Weerstanden met weerstandsdraad van een geschikte metaallegering worden gewikkeld om een kern, ten einde voldoende lengte van de draad in een klein volume te kunnen verwerken. Gewikkelde weerstanden hebben het nadeel dat bij hogere frequenties de zelfinductie van de wikkeling niet te verwaarlozen is. Naast precisieweerstanden van weerstandsdraad zijn er ook met een metaalfilm. Metaalfilm- en koolstoffilmweerstanden lijken qua constructie veel op elkaar. Ze bestaan beide uit een dun opgedampt laagje koolstof of metaal (NiCr) waarin een spiraal is gesneden om de juiste weerstandswaarde te bereiken.

### Weerstandswaarden en tolerantie
Weerstanden kunnen bij de productie niet exact nauwkeurig van een bepaalde waarde worden gemaakt, de uiteindelijke waarde wijkt enigszins af van de verlangde waarde. Dit wordt de tolerantie van de weerstand genoemd. De maximale afwijking in procenten van de aangegeven weerstandswaarde wordt meestal op de weerstand aangegeven met een getal of door middel van een kleurenring. Op kleurgecodeerde weerstanden geeft bij een codering van vier of vijf banden de meest rechtse band aan welke tolerantie de weerstand heeft. Bij een codering met zes banden is de vijfde band de tolerantie band. Weerstanden met een zeer kleine tolerantie worden precisieweerstanden genoemd. De meest gebruikelijke tolerantie voor hedendaagse weerstanden is 5% en wordt aangegeven met een gouden ring.
Hoe groter de tolerantie, hoe breder het bereik van de waarden is. Als er een serie weerstanden gewenst is, heeft het alleen zin om twee waarden te fabriceren waarvan het tolerantiegebied elkaar niet overlapt. Op basis van de voorkeursgetallen van Charles Renard zijn voor elektronische componenten, zoals weerstanden, de zogenaamde E-reeksen ontwikkeld. De E3-reeks bijvoorbeeld kent drie waarden in elke decade, tussen 10 en 100 zijn het 10, 22 en 47. De E192-reeks bevat 192 weerstandswaarden in hetzelfde bereik. De bekendste reeks voor weerstanden is de E12-reeks: 10, 12, 15, 18, 22, 27, 33, 39, 47, 56, 68, 82. De E12-reeks gaat uit van een tolerantie van 10%. Weerstanden worden verkocht met standaardwaarden uit deze reeksen tussen enkele μΩ, voor hogestroommeting, en ten minste 56 GΩ voor bijvoorbeeld hoogspanningsmeting. Deze getallen in de reeksen zijn zo gekozen dat de verhouding tussen twee opeenvolgende waarden ongeveer constant is. Een reeks vormt dus bij benadering een meetkundige rij. In de reeks En, met {\displaystyle n} stappen, bedraagt deze verhouding ongeveer {\displaystyle 10^{1/n}}. Bij de E12-reeks is dat bijvoorbeeld {\displaystyle 10^{1/12}\approx 1{,}21}. Elke volgende stap in deze reeks is dus ongeveer 20% hoger. Daaruit blijkt tevens dat een grotere tolerantie dan ±10% voor deze reeks zinloos is.

### Zelfinductie
De beschreven weerstanden, die in de handel te koop zijn, hebben geen perfecte eigenschappen. Iedere echte weerstand heeft enige zelfinductie,  die bij wisselstroom de waarde van de weerstand doet flucteren. Speciale inductie-arme weerstanden worden bifilair gewikkeld, zodat ze geschikt zijn voor hoogfrequente toepassingen.

## Elektrische effecten

### Maximale spanning
Een weerstand heeft een maximale werkspanning en vermogen. Boven de maximale werkspanning kan doorslag optreden, wat het einde van de component betekent. Wordt het maximale vermogen overschreden gedurende een te lange tijd zal de weerstand veranderen, in sommige gevallen zelfs dramatisch, doordat de weerstand beschadigd raakt. Hoewel sommige weerstanden specifieke spanningsbeperkingen hebben, worden de meeste grenzen in de toepassing bepaald door het maximum vermogen. Dit hangt van de bouw van de weerstand af, zoals de afmetingen en het materiaal. Grotere weerstanden kunnen meer hitte dissiperen door hun grotere oppervlakte. De gebruikelijke vermogensbeperkingen voor weerstanden gebaseerd op koolstof zijn: 1/8 watt, 1/4 watt, 1/2 watt, 1 watt. Draadgewonden weerstanden en weerstanden gevuld met zand, hebben een veel hogere vermogensbeperking, zoals 20 watt. Weerstanden met passieve of actieve koeling kunnen nog veel grotere vermogens verwerken. Zulke weerstanden worden bijvoorbeeld gebruikt om elektromotoren te regelen, zoals in elektrisch aangedreven locomotieven.

### Dissipatie
Het elektrische energieverlies in een weerstand wordt dissipatie genoemd. De gedissipeerde energie komt als warmte vrij. Het vermogen {\displaystyle P} in watt van dit verlies in een weerstand van {\displaystyle R}, in ohm, is te schrijven als functie van de stroomsterkte {\displaystyle I} in ampère en de spanning {\displaystyle U} in volt:
{\displaystyle P=I^{2}R=IU={\frac {U^{2}}{R}}}

### Ruisspanning
Elke weerstand veroorzaakt een zekere ruisspanning, een thermische ruis. Als er een stroom doorheen loopt, wordt die ruisspanning veelal sterker. Wanneer een weerstand is opgewarmd tot kamertemperatuur, dan wordt een deel van de warmte-energie omgezet in ruis. Aangezien de elektronen zich ordeloos door elkaar bewegen zullen er op een bepaald tijdstip meer elektronen aan de ene kant van de weerstand zitten dan aan de andere kant. Hierdoor is er een klein potentiaalverschil en is er zonder een externe bron aan te sluiten een ruisbron gemaakt.
De effectieve waarde van de ruisspanning wordt gegeven door:
{\displaystyle {\sqrt {4kTRB}}}
Daarin is:
- {\displaystyle k} de boltzmannconstante: 1,38·10—23 Ws/K
- {\displaystyle T} de absolute temperatuur in K
- {\displaystyle B} de bandbreedte in Hz
- {\displaystyle R} de weerstandswaarde in Ω

Bij een koolfilmweerstand is dit effect aanmerkelijk sterker dan bij een metaalfilmweerstand.

## Variabele weerstanden

Schematische weergave van enkele weerstanden

Een variabele weerstand is een weerstand waarvan de waarde veranderd kan worden door beweging, lichtinval, spanning, temperatuur of mechanische vervorming. 
Enkele variabele weerstanden zijn:
- regelweerstand: variabele weerstand, veelal voor hogere stromen
  - potentiometer, ook potmeter: regelbare weerstand
- lichtgevoelige weerstand LDR, light dependant resistor: weerstand omgekeerd evenredig met de lichtintensiteit
- spanningsafhankelijke weerstand of varistor, voltage dependant resistor VDR: weerstand neemt sterk bij stijgende spanning af
- NTC-weerstand  met negatieve temperatuurcoëfficiënt: weerstand omgekeerd evenredig met de temperatuur
- PTC-weerstand met positieve temperatuurcoëfficiënt: weerstand evenredig met de temperatuur

Een ijzer-waterstofweerstand is een voorbeeld van een PTC-weerstand.
- rekstrookje: weerstand afhankelijk van (mechanische) lengteverandering

Het komt geregeld voor dat een weerstand wordt afgebeeld als een zigzagje. Dit is geen apart soort weerstand, maar slechts de Amerikaanse notatie aangehouden door de ANSI. Deze vorm wordt ook gebruikt om aan te geven dat een impedantie puur bestaat uit een reële weerstandswaarde.

## Geleidbaarheid
Het omgekeerde van de weerstand noemt men de elektrische geleidbaarheid of conductantie {\displaystyle G}. Deze wordt uitgedrukt in siemens (S):
{\displaystyle G={\frac {1}{R}}}

## Vervangingsweerstand
Als er meer weerstanden voorkomen in een elektrische kring, kan de globale weerstand of de vervangingsweerstand als volgt berekend worden:
Schakelt men een reeks van weerstanden in een serieschakeling dan geldt dat de vervangingsweerstand {\displaystyle R_{v}} gelijk is aan de som van de te vervangen weerstanden:
{\displaystyle R_{v}=\sum _{k=1}^{n}R_{k}}
Schakelt men een reeks van {\displaystyle n} weerstanden in een parallelschakeling, dan geldt dat de elektrische geleidbaarheid van de schakeling de som is van de afzonderlijke geleidbaarheden. Dus geldt voor de vervangingsweerstand {\displaystyle R_{v}}: 
{\displaystyle {\frac {1}{R_{v}}}=\sum _{k=1}^{n}{\frac {1}{R_{k}}}}
De vervangingsweerstand is dus het harmonisch gemiddelde van de te vervangen weerstanden, gedeeld door het aantal weerstanden:
De weerstand van een draad kan met de wet van Pouillet worden berekend.

## Afbeeldingen

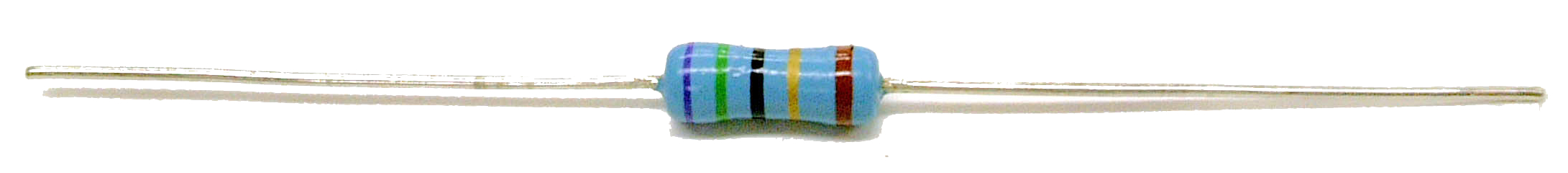
weerstand
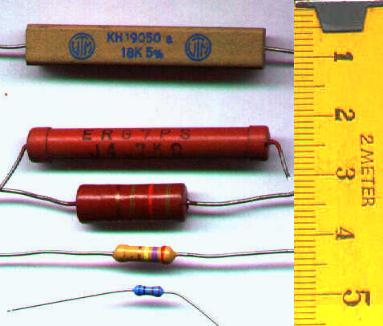
meer weerstanden
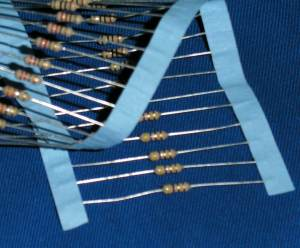
weerstanden 'aan de rol'

## Websites
- What Is a Resistor?